# Lynn Davies
Lynn Davies (ur. 20 maja 1942 w Nantymoel w Walii) – brytyjski lekkoatleta, specjalista skoku w dal, mistrz olimpijski z Tokio z 1964.

## Przebieg kariery
Jest Walijczykiem. Początkowo specjalizował się w trójskoku, ale od 1961 startował głównie w skoku w dal i w tej konkurencji odniósł największe sukcesy. Już po roku treningów wystąpił na mistrzostwach Europy w 1962 w Belgradzie, gdzie w finale zajął 11. miejsce. Na igrzyskach Imperium Brytyjskiego i Wspólnoty Brytyjskiej w 1962 w Perth zajął 4. miejsce w skoku w dal, 13. miejsce w trójskoku i odpadł w ćwierćfinale biegu na 100 jardów.
Zdobył złoty medal na igrzyskach olimpijskich w 1964 w Tokio wynikiem 8,07 m, wyprzedzając obrońcę tytułu Ralpha Bostona ze Stanów Zjednoczonych i Igora Ter-Owanesiana ze Związku Radzieckiego. Na tych igrzyskach wystąpił także w biegu na 100 metrów (odpadł w eliminacjach) i w sztafecie 4 × 100 metrów (była ósma w finale). Zdobył srebrny medal uniwersjady w 1965 w Budapeszcie, przegrywając z Ter-Owanesianem.
Zwyciężył w skoku w dal na mistrzostwach Europy w 1966 w Budapeszcie, a w sztafecie 4 × 100 metrów zajął 5. miejsce. Był również zwycięzcą skoku w dal na igrzyskach Imperium Brytyjskiego i Wspólnoty Brytyjskiej w 1966 w Kingston (przed Johnem Morbeyem z Bermudów i Wellesleyem Claytonem z Jamajki). Na tych igrzyskach zajął 4. miejsce w sztafecie 4 × 110 jardów i odpadł w półfinale biegu na 100 jardów. Wygrał skok w dal na europejskich igrzyskach halowych w 1967 w Pradze, przed Łeonidem Barkowskim z ZSRR i Andrzejem Stalmachem z Polski.
Na igrzyskach olimpijskich w 1968 w Meksyku był dziewiąty. Zdobył srebrny medal na europejskich igrzyskach halowych w 1969 w Belgradzie, za Klausem Berem z NRD, a przez Rafaelem Blanquerem z Hiszpanii. Był również drugi na mistrzostwach Europy w 1969 w Atenach, za Ter-Owanesianem, a przed innym zawodnikiem radzieckim Tõnu Lepikiem. Ponownie zwyciężył na igrzyskach Brytyjskiej Wspólnoty Narodów w 1970 w Edynburgu, przed Philem Mayem z Australii i Alanem Lerwillem z Anglii. Na tych igrzyskach zajął również 5. miejsce w sztafecie 4 × 100 metrów i odpadł w ćwierćfinale biegu na 100 metrów. Później już nie zdobywał medali na wielkich imprezach. Na mistrzostwach Europy w 1971 w Helsinkach zajął 4. miejsce w skoku w dal, na halowych mistrzostwach Europy w 1972 w Grenoble był ósmy, a na igrzyskach olimpijskich w 1972 w Monachium odpadł w eliminacjach. Zakończył karierę w 1972.
Był mistrzem Wielkiej Brytanii (AAA) w skoku w dal w 1964 oraz od 1966 do 1969, wicemistrzem w 1963 i 1972 oraz brązowym medalistą w 1971, a także wicemistrzem w beegu na 100 jardów w 1964. W hali był mistrzem Wielkiej Brytanii w skoku w dal w 193, 1966 i 1972 oraz wicemistrzem w 1962.
Wielokrotnie poprawiał rekord Wielkiej Brytanii w skoku w dal do rezultatu 8,23 m, uzyskanego 30 czerwca 1968 w Bernie (rekord ten poprawił dopiero Christopher Tomlinson w 2002). Był również rekordzistą swego kraju w sztafecie 4 × 100 metrów (czas 39,6 s uzyskany 21 października 1964 w Tokio).
W 1967 został Kawalerem Orderu Imperium Brytyjskiego, a od lipca 2006 jest Komandorem tego orderu.

## Rekordy życiowe
źródło:
- 100 m – 10,51 s. (1967)
- skok w dal – 8,23 m (1968)